# Dustin Hoffman
Dustin Hoffman (født 8. august 1937) er en amerikansk filmskuespiller.
Han har modtaget to Oscar for bedste mandlige hovedrolle for filmene Kramer vs. Kramer (1979) og Rain Man (1988).
Hoffman har – udover ovennævnte – indspillet mange film af hvilke kan nævnes: Fagre voksne verden (1967), Midnight Cowboy (1969), En god dag at dø på (1970), Papillon (1973), All the President's Men (1976), Marathon Man (1976), Tootsie (1982), Dick Tracy (1990), Hook (1991), Wag the Dog (1997) og Runaway Jury (2003).
Han har været gift to gange og har seks børn.

## Udvalgt filmografi
- Fagre voksne verden (1967)
- Midnight Cowboy (1969)
- En god dag at dø (1970)
- Straw Dogs (1971)
- Papillon (1973)
- Lenny (1974)
- All the President's Men (1976)
- Marathon Man (1976)
- Kramer vs. Kramer (1979)
- Tootsie (1982)
- En sælgers død (1985)
- Rain Man (1988)
- Dick Tracy (1990)
- "Hook" (1991)
- "Outbreak" (1995)
- Wag the Dog (1997)
- Runaway Jury (2003)
- Finding Neverland (2004)
- Meet the Fockers (2004)
- Stranger than Fiction (2006)
- Den magiske legetøjsbutik (2007)